# ソビエト連邦暦
ソビエト連邦暦（ソビエトれんぽうれき）またはソビエト革命暦（ソビエトかくめいれき、ロシア語: Советский революционный календарь）は、1929年10月1日から1940年6月27日まで、ソビエト連邦で使われた暦法である。グレゴリオ暦に代わって導入されたが、1931年の改定を経て廃止され、ソビエト連邦でもグレゴリオ暦が復活した。

## 概要

### 週5日制

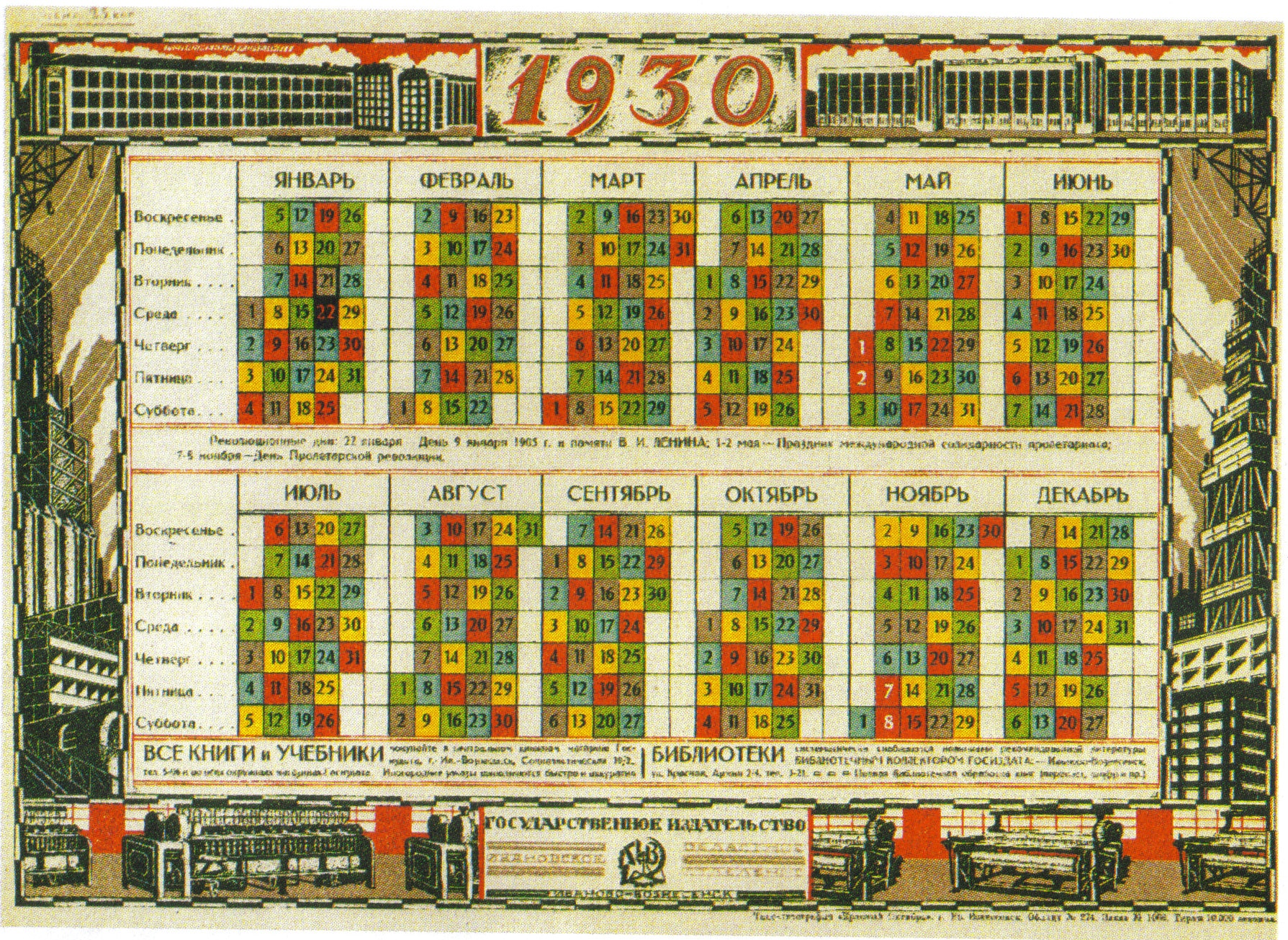
1930年のソビエト連邦のカレンダー。グレゴリオ暦の週7日制の中に5日制のソビエト連邦暦が記載され、各日がその曜日の色で塗り分けられている。
1月22日の革命の日は黒く塗られ、前日のレーニンの命日は黒枠となっている。国際労働者の日とプロレタリア革命の日は赤く塗られている。

ロシア革命直後、ウラジーミル・レーニンはユリウス暦からグレゴリオ暦への改暦を行った。これは、1918年2月1日から13日までの日付を飛ばすことによって実現した。
さらにレーニンの死後、ヨシフ・スターリンによる独裁体制が強化される中、ソビエト連邦政府は1929年10月1日に「ソビエト連邦暦」を新たに採用した。これは、グレゴリオ暦の1月から12月までをそのまま残した上で、宗教を抑えるために、7日から成る曜日は廃止され、5日周期の週が採用された。そして、日曜日の休日も廃止された。5つの曜日はそれぞれ黄曜日（ジョールティイ・デーニ）、桃曜日（バラ曜日、ローザヴィイ・デーニ）、赤曜日（クラースヌィイ・デーニ）、紫曜日（スミレ曜日、フィアレートヴィイ・デーニ）、緑曜日（ゼリョーヌィイ・デーニ）と色の名がつけられ、国民全員にそれぞれの曜日が割り当てられた。そして、各人は、自分の曜日が休日となった。
また、以下が全国民共通の祝日として定められた。これは、1918年12月2日に制定された祝日を整理・改変したものだった。
- 革命の日 1月22日

- 1905年の血の日曜日事件（ロシア第一革命）発生日
前日の1月21日がレーニンの命日（1924年死去）で、これも併せて悼む日
- 国際労働者の日（メーデー）- 5月1日、及びその翌日の5月2日の2日間[4]
- プロレタリア革命の日（十月革命（ロシア革命）記念日） - 11月7日、及びその翌日の11月8日の2日間

これは、国民の休日を増やし（7日周期で1回の休日よりは、5日周期で1回のほうが休日の回数は多くなる）、生産設備が完全に停止する日曜日を廃止し、どの日も80%の労働力で生産が行えるようにすることで生産効率を上げるという目的もあったが、計画に反し、生産効率は全く上がらなかった。工場の機械が休み無しで24時間稼働する事になったため、メンテナンスのための休止がなくなり、故障が頻発したためである。さらに、家族内で休日が異なってしまい、社会生活に支障が出るようになった。このため、この暦法は大変に不評であった。

### 週6日制

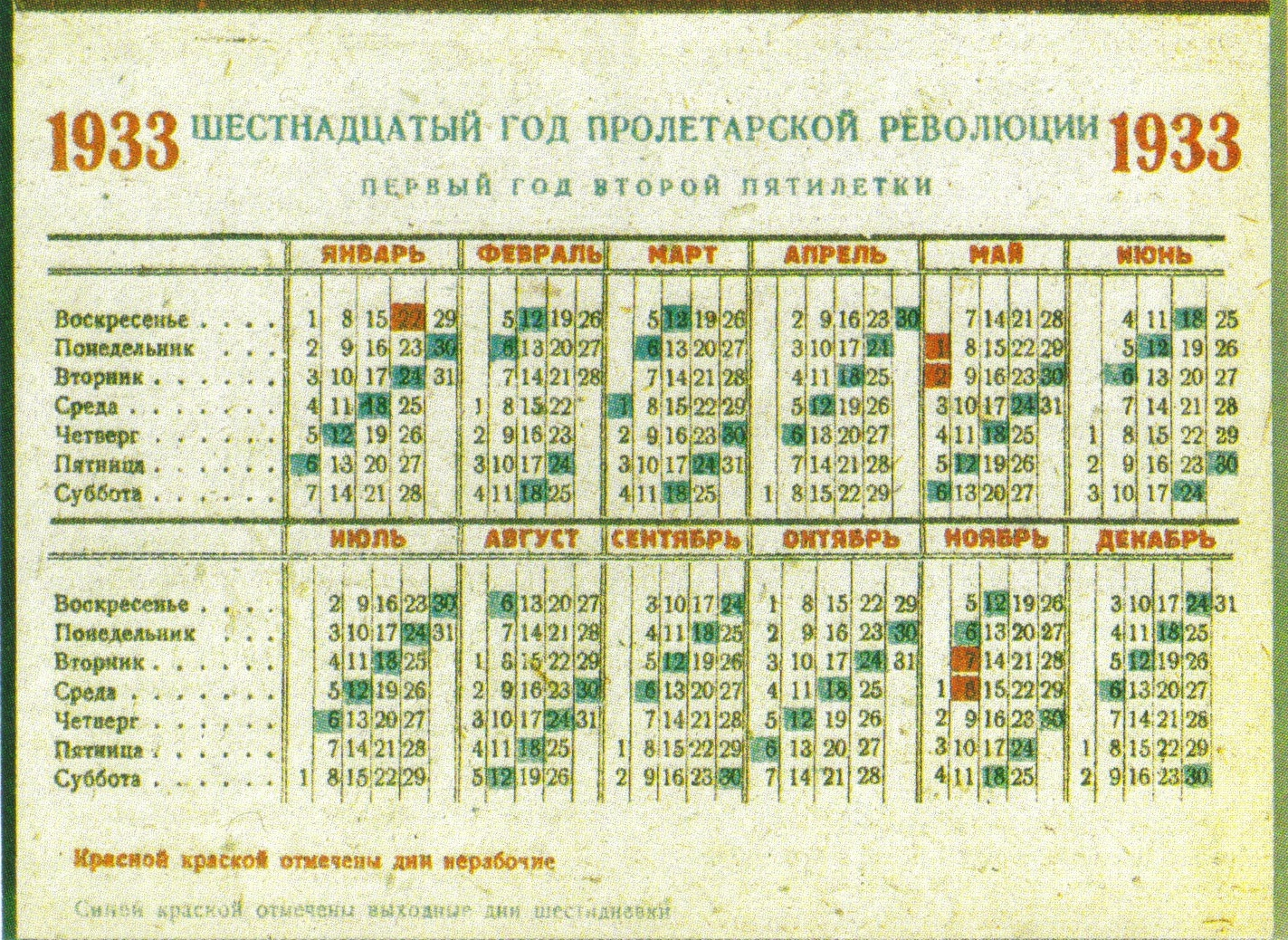
1933年のソビエト連邦カレンダー。
グレゴリオ暦の中で、週6日制のソビエト連邦暦による休息日（第6日）が水色で、祝日が赤色で塗られている。ここでは3月1日が休息日扱いとなっている。

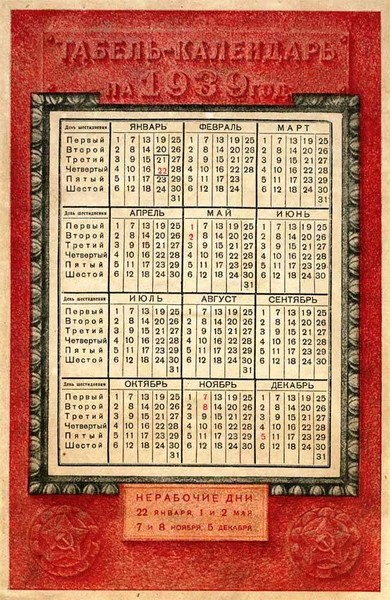
1939年のソビエト連邦カレンダー。
グレゴリオ暦の表記はなく、「第1日」から「第6日」が並べられ、各月の31日はその枠外に置かれている。憲法記念日の12月5日が祝日（赤色）に追加されている。

1931年夏、ソビエト政府はスターリンの指示に基づいてソビエト連邦暦に週6日制を導入し、公式には12月1日からこの改定が実施された。これは毎月第6日、第12日、第18日、第24日、第30日を国民共通の休息日とし、週5日制で問題となっていた家庭内の休日統一や工場機械の休止を実施する暦だった。第31日は労働日とされ、工場などは稼働したが、一部の商店や政府機関では休日となった。また、2月には30日がないため、3月1日が休日とされたが、一部の工場では2月25日から3月5日まで9日間（閏年だった1932年、1936年、1940年は10日間）連続の労働日となった。
曜日の名称は「第1日」から「第6日」と単純化され、31日は何曜日でもない一日となった。休日は週5日制のものが踏襲され、1936年にはソビエト憲法（スターリン憲法）が制定された12月5日が追加された。
この6日周期の週は、7日周期の週より休日が多かったにもかかわらず、依然、不評だった。ソ連の工場では、週6日制の（改定）ソビエト連邦暦で休日を設定する所と、従来のグレゴリオ暦による休日を設定する所が混在していた。この週6日制は10年続けられたが、ソ連政府は最終的にソビエト連邦暦の廃棄を決定し、1940年に、グレゴリオ暦による週7日制の曜日へと一本化された。

### 「月30日制」の誤解
1929年のソビエト連邦暦導入時、アメリカの『タイム』誌はこの暦について、「フランス革命暦にならい、1月から12月までのすべての日数を30日とし、残りの5日（閏年は6日）は月と月の間にどの月にも属さない休日として加えられる『究極の暦』」と報じた。1930年には政府の委員会が「ソビエト革命暦」としてこの方式の導入を諮問したが、政府はグレゴリオ暦を続ける他のヨーロッパ諸国とかけ離れてしまうという理由でこれを採用しなかった。
もし導入された場合、どの月にも属さない5日（6日）は以下の通りとなっていた。
- レーニンの日 1月30日の翌日（計1日）

- レーニンの命日は1月21日
- 労働の日 4月30日の翌日、及びその翌日（計2日）

- 翌日が5月1日のメーデー
- 産業の日 11月7日の翌日、及びその翌日（計2日）

- 11月7日は十月革命（ロシア革命）記念日
- 閏日 （閏年のみ）2月30日の翌日